# Rescisão
No direito contratual, a rescisão (do latim tardio rescissĭo, -ōnis) é um recurso equitativo que permite que uma parte contratual cancele o contrato. As partes podem rescindir o contrato se forem vítimas de um fator viciante, como declaração falsa, erro, coação ou influência indevida. A rescisão é o desfazimento de uma transação. Isso é feito para trazer as partes, na medida do possível, de volta à posição em que se encontravam antes de firmarem um contrato (status quo ante).  
Assim, entende-se rescisão como ato de dissolução de um acordo contratual que foi afetado por lesão determinada por uma situação de necessidade que a impulsionou, ou que foi celebrado em estado de perigo em condições iníquas. Trata, portanto, das hipóteses em que houve prejuízo resultante de uma enorme desproporção existente entre as prestações de um contrato no momento de sua celebração, ou daquelas referentes a quando alguém, premido da necessidade de salvar a si ou algum conhecido próximo, assume obrigação excessivamente onerosa. Dessa forma, possibilitando a anulação contratual. 
Nesse sentido, relaciona-se à rescisão a resolução e a resilição contratual, conforme são considerados por alguns doutrinadores como duas de suas espécies de gênero, ainda, há o distrato e a própria rescisão no âmbito administrativo, que são tipos mais específicos da mesma, e, portanto, também refletem distintos métodos para a ruptura de contratos. 

## Origem
É possível encontrar diversos dispositivos ao longo da história que tratam do rompimento contratual, pois de modo natural, com o surgimento dos contratos, há a necessidade de se delimitar propriamente como estes devem ser encerrados, e, consequentemente, sob quais hipóteses caberia a rescisão. Nesse contexto, há, por exemplo, a lex secunda presente no Código de Justiniano (C. 4, 44, 2), que discute a questão da lesão como um fator de rescisão, tendo como objetivo amenizar, naquele específico momento histórico, os rigores da lei romana, em virtude da necessidade de proteção de pobres e oprimidos, conforme os ensinamentos do cristianismo que ascendia.
De todo modo, mais precisamente, a prática advocatícia consagra o termo rescisão como termo geral referente a expressão empregada nos instrumentos contratuais para designar qualquer forma de extinção por iniciativa das partes, pois este advém historicamente de formas específicas de extinção, como a hipótese de extinção do contrato por laesio enormis no direito romano.

## Conceito
Rescisão é o ato ou efeito de anular um contrato, englobando, genericamente, métodos de extinção de contrato por fatores supervenientes à sua formação. Por muito tempo, este termo foi usado indistintamente para se referir a extinção ou cancelamento de um contrato, sem especificar as causas ou consequências de forma que há ainda textos legais que empregam o termo rescisão para fazer referências a outros métodos de extinção contratual (arts. 35 e 36 da LRepr e arts. 24 a 26 da Lei n° 6.729/79).
Autores diversos usam o termo rescisão como sinônimo dos termos resolução e resilição. Flávio Tartuce interpreta a rescisão como o gênero do qual são espécies a resolução e a rescisão, sempre referentes a fatos posteriores à celebração. Embora Carlos Roberto Gonçalves o faça de forma semelhante, ele determina a necessidade de que haja uma boa técnica, que limite o sentido do termo aos dizeres do que seriam as novas determinações do Código Civil de 2002, de forma que o mesmo se mostra impreciso em diversas passagens.
Nessa boa técnica, a rescisão consistiria em sistema específico em que o contrato deverá ser anulado devido aos vícios da vontade: lesão, ou seja, a desproporção entre as prestações negociadas devido a premente necessidade ou inexperiência, de forma a alcançar majoritariamente questões econômicas, ou estado de perigo, que é a desproporção entre prestações devido à situação de extrema necessidade assumindo funções extrapatrimoniais conhecida da outra parte. Como a rescisão não é automática no direito brasileiro, somente a sentença anula o contrato e retroage a data de sua celebração.
No entender de Orlando Gomes, rescisão é a resolução promovida pela parte prejudicada com o possível adimplemento, devido a tanto a impossibilidade superveniente quanto a excessiva onerosidade decorrente de lesão ou estado de perigo. Nesse entender, resolução é o remédio concedido a uma das partes para romper o vínculo mediante ação judicial e a rescisão seria uma modalidade especial de resolução na qual a parte que pede a anulação é a afetada pela onerosidade, tal como a redibição, que é a anulação de um contrato por presença de vícios redibitórios.
Nos contratos de prazo determinado, Gomes refere-se a uma rescisão que ocorreria antes da expiração do prazo, assim como ele também difere rescisão de resolução quando a causa jurídica do contrato for inexistente, respectivamente, se por fatores anteriores e parciais ou meramente supervenientes. Em destaque relevante, ele retoma ideia trazida pelos autores anteriores na falta de tecnicidade do termo e termina esclarecendo que rescisão é o modo de dissolução de determinados contratos, podendo assumir sentido múltiplo de resilição e resolução.
Da mesma maneira que os anteriores, Caio Mário alude à chamada boa técnica e especifica o sentido mais restrito de rescisão a quebra do contrato por fatores de lesão e estado de perigo, de forma que seu conceito amplo abrange tanto a resilição quanto a resolução e a revogação. O conceito completo de rescisão, assim sendo, não está voltado apenas para a questão estrita da ação de rescisão devido a fatores de lesão e estado de perigo, mas também a necessária análise ampla do que compreende a resilição, como a possibilidade legal de desistir do contrato, a resolução, como a extinção do contrato por seu descumprimento, e a revogação, resultado da insolvência civil do devedor, seja por fraude contra credores ou não, e por falência mercantil.
Em síntese, de forma atécnica, rescisão significa a simples anulação do contrato, enquanto de forma mais especializada, rescisão desenvolve-se como o cancelamento do contrato devido a fatores supervenientes a sua celebração, englobando resolução, resilição, revogação e o sentido estrito trazido pela boa técnica, que é a rescisão como cancelamento originado pela lesão ou estado de perigo.

### Causas
Para definir as possíveis causas que levam a rescisão do contrato, é primeiro necessário definir a diferença do que pode provocar rescisão dos outros possíveis casos, isto é, anulação ou nulidade relativa do contrato. Um contrato anulável é aquele que deixa de produzir efeitos a partir de sua decretação judicial, assim como a rescisão contratual é diferente do contrato nulo, que não pode produzir efeitos. De tal maneira, a anulação e a rescisão se parecem em efeitos, por ambos serem retroativos, e modo de exercício, por necessidade de atuação judicial, mas não se confundem.
As causas para anulação devem ser as elencadas no art. 171 do Código Civil, logo, a incapacidade relativa de um dos contratantes e o vício do consentimento, enquanto as causas para a rescisão são consequências da inexecução das obrigações contratuais, seja voluntária ou involuntária (categorização da resolução), assim como uma cláusula resolutiva tácita, ou onerosidade excessiva da prestação (que é a rescisão em sentido da boa técnica). Com isso, entende-se claramente que a anulação tem causas anteriores à formação, enquanto a rescisão tem causas posteriores à celebração do contrato, pois esta pressupõe o contrato como válido.
Como já mencionado, de maneira geral, as causas da rescisão são variáveis, e muitas vezes dependem de legislação que trate a espécie do contrato, porém, discutiremos em geral aqui as causas da rescisão contratual. Em caso de inexecução voluntária, por culpa ou dolo, a parte prejudicada pode obrigar execução em juízo do contrato ou pedir o ressarcimento pelas perdas e danos sofridos, já na inexecução involuntária, há impossibilidade de cumprimento da obrigação por caso fortuito ou força maior, de forma que não poderá o prejudicado pedir perdas e danos, mas só a devolução dos valores.
As cláusulas resolutivas tácitas são cláusulas que necessitam serem ditas em juízo para terem eficácia, de forma que a pressuposição de um ato para que o contrato continue valendo, ou uma condição ou termo implícito, só terá força se provado judicialmente que, apesar de não expresso no contrato, ela se mantinha implícita entre os contratantes no momento da celebração. Um exemplo é a resguarda do art. 476 do Código Civil de 2002, que permite a alegação da exceptio non adimpleti contractus, ou seja, se caso uma parte não cumpre posteriormente com sua obrigação, a outra não estará mais obrigado a cumpri-la e poderá pedir a rescisão contratual. A onerosidade excessiva, como outra causa, é aquela decorrente de lesão ou estado de perigo, mas também aquela que se tornou excessivamente onerosa em decorrência de evento extraordinário ou imprevisível, permitindo ao prejudicado pedir a rescisão em juízo.
O listado até agora foram os fatores causais para a rescisão do tipo resolução, de forma que as causas para uma rescisão do tipo resilição serão aquelas em que as partes, em mútuo acordo, resolvem por findar o contrato, ou, apenas uma dessas partes usa de direito potestativo que possui, garantido explicitamente pela lei e com fatores elencados, para cancelar o contrato por conta própria, normalmente por descumprimento da lei por uma das partes, quebra de confiança, abdicação ou exoneração.
A partir do momento em que a parte prejudicada vai a juízo pleiteando eventuais danos suportados, a referida ação proposta é denominada ação de rescisão contratual, seguindo por regra o rito ordinário, incluindo, de tal forma, tanto os casos de resolução quanto de resilição. Também, é importante ressaltar que existem diversos classificações a serem elencadas internas ao instituto da rescisão, isto é, em cada caso específico pode ocorrer renomeação daquilo que é uma rescisão, como é possível ver o uso do termo denúncia quando o locador de imóvel pede a rescisão do contrato de locação por quebra do seu interesse em locar, ou a retomada, quando direito do inquilino sucumbe diante da necessidade do locador, como no caso de precisar este da casa ou do apartamento para morar, ou para reconstruí-la.
Todas essas outras hipóteses, claramente, são definidas em lei e com base em comprovação judicial de fato extintivo que justifique de maneira justa a rescisão, como, por exemplo, o atraso recorrente no aluguel ou sublocação sem consentimento do locador original. Casos em que há mora no cumprimento da obrigação da dona da obra, para a empreitada de construção, em disponibilizar os materiais por poderem levar também a rescisão, assim como a evicção no caso da compra da venda de bem imóvel, e o corte indevido de crédito bancário no empréstimo.

### Efeitos Jurídicos da Rescisão
Identificar os efeitos de uma rescisão contratual é de suma importância durante tomadas de decisões e fechamentos de negócios, pois a rescisão contratual envolve o plano da eficácia do contrato, localizando-se no terceiro degrau da Escada Ponteana. Dessa forma, o rompimento do contrato não atingirá - em regra - a sua validade ou existência mas a sua eficácia, sendo essa esfera a de protagonismo da rescisão. 
Para melhor elucidar os efeitos decorridos da rescisão contratual dividiremos o estudo de seus efeitos em resolução e resilição que são espécies do gênero da rescisão. E devido às inúmeras variabilidades que essas espécies possuem primeiramente adotaremos a divisão elaborada por Flávio Tartuce que divide as resoluções em quatro tipos com diferentes com variados efeitos, sendo eles:
- Inexecução voluntária;
- Inexecução involuntária;
- Cláusula resolutiva tácita; e
- Resolução por onerosidade excessiva;

Tanto na obrigação de dar como nas obrigações de fazer e de não fazer a rescisão do contrato pode ocorrer por inexecução voluntária, quando há impossibilidade da prestação por culpa ou dolo do devedor. Nesses casos, se a inexecução for culposa, a parte inadimplente deverá ressarcir perdas e danos sofridos. A doutrina declara que nesses casos deve haver inversão do ônus da prova a favor do credor, desde que seja comprovada a violação do dever contratual. Esse entendimento é sustentado pelo enunciado n. 548, da VI Jornada de Direito Civil (2013), que afirma: “caracterizada a violação de dever contratual, incumbe ao devedor o ônus de demonstrar que o fato causador do dano não lhe pode ser imputado”.
Já nos casos de inexecução involuntária, na qual a resolução é ocasionada pela impossibilidade de cumprimento da obrigação em decorrência de caso fortuito (evento totalmente imprevisível) ou de força maior (evento previsível, mas inevitável), as consequências são diferentes. A resolução ocorrerá sem perdas e danos, ou seja, a outra parte não poderá pleitear tais indenizações sendo tudo o que foi pago devolvido e retornando a obrigação à situação primitiva. Nesses casos só haverá responsabilização de uma das partes em situações específicas, como quando o devedor estiver em mora, houver cláusula de assunção convencional, dentre outras situações.
A resolução por cláusula resolutiva tácita - que decorre da lei que prevê um evento futuro e incerto em relação ao contrato - não possui efeitos jurídicos exatos, dependendo da interpretação judicial para que estes sejam gerados. Assim sendo, os efeitos gerados por esse tipo de resolução estão dispersos pela codificação e figuram em diversas discussões doutrinárias e possuindo diversos tipos de manifestação.
Outrossim, a resolução do contrato pode decorrer de um evento extraordinário e imprevisível que dificulta o adimplemento do contrato, como regra geral seu efeito será a extinção do negócio de execução diferida ou continuada (trato sucessivo). Essa resolução contratual por fato superveniente pode ser somada a uma onerosidade excessiva e é aqui que reside o quarto tipo de resolução. Nessa espécie de resolução é previsto que seus efeitos advirão da sentença e que “retroagirão à data da citação” possuindo dessa forma efeitos ex tunc.
Já a outra espécie do gênero da rescisão de contrato, a resilição, se divide de acordo com as características da vontade presente, podendo ser essa bilateral ou unilateral. 
A resilição bilateral também chamada de distrato é feita mediante a celebração de um novo negócio em que ambas as partes resolvem, de comum acordo, pôr fim ao negócio anterior que firmaram. Seus efeitos são comparativamente simples, o contrato original será extinto, já que as partes estão buscando resolvê-lo de outra forma, e todas as obrigações que foram cumpridas antes da resilição são mantidas. Dessa forma, o distrato possuirá efeitos ex nunc, ou seja, produzirá seus efeitos apenas a partir da resilição.
Em se tratando da resilição unilateral, o desfazimento do contrato ocorre pela simples declaração de vontade de uma das partes, estando restrita a apenas alguns tipos de contrato que contam com a lei (de forma explícita e implícita) para autorizar a rescisão. E por se tratar do exercício de um direito potestativo não há responsabilização civil da parte. 
O início da produção de seus efeitos depende da ocorrência de certos fatores, como no caso em que uma das partes houver feito investimentos consideráveis para a execução do negócio, a resilição unilateral só produz efeito depois de transcorrido prazo compatível com a natureza e o vulto dos investimentos. E em relação aos efeitos internos, a resilição unilateral somente produz efeitos a partir do momento em que chega ao conhecimento da outra parte contratante a vontade unilateral do outro de extinguir o contrato, não dependendo de pronunciamento judicial mas conservando o contrato por tempo razoável para impedir injustiças. Além disso, tais efeitos são ex nunc não tendo o poder de retroagir.

## Tipos Específicos de Rescisão
Diante da grande variabilidade de contratos e da consequente variedade de rescisões, deve-se destacar algumas espécies, em vista de sua relevância social e grande emprego prático na vida cotidiana. 

### Distrato
A primeira delas é o distrato citado no tópico anterior, que emana da vontade de ambas as partes e que se consiste em um acordo de vontades entre as partes contratantes que tem por fim extinguir o contrato entre elas celebrado. Esse tipo de rescisão deve ter cláusula prevista em contrato, visando garantir a mínima segurança jurídica, porém não é necessário o juiz para desfazer o contrato original. Seu desenvolvimento ocorre da seguinte maneira: após a rescisão do contrato original as partes devem elaborar um outro pacto que então será chamado distrato. Esse novo contrato deve seguir a mesma forma do contrato original, sob pena de nulidade absoluta caso não siga a mesma solenidade do ato anterior. No entanto, se as partes entendem que a escritura pública é essencial para o ato, a regra do art. 472 CC não se aplica, lhes dando a liberdade necessária proclamada no princípio da liberdade das formas, previsto no art. 107 CC. E como já foi afirmado anteriormente seus efeitos são ex nunc.
Sua importância reside na larga empregabilidade desse tipo de rescisão na ruptura dos contratos de financiamento imobiliário ocorrido nos últimos anos. Isso foi ocasionado pela grande expansão imobiliária iniciada na primeira década do século XXI que impulsionou empreiteiras e construtoras a expandirem seus serviços e consequentemente a procurarem aumentar seu mercado. Dessa maneira, o mercado imobiliário sofreu grande dilatação mas que não foi acompanhada - não no mesmo ritmo - do aumento do poder de compra da população. Como saída, diversos agentes financiadores entraram em ação e passaram a oferecer crédito para a compra de imóveis de maneira desorganizada e irresponsável fazendo análises de crédito que não asseguravam a certeza do adimplemento. Essa situação gerou o adimplemento de grande parcela da população que foi levada a executar distratos com financiadoras e construtoras com cláusulas muitas vezes abusivas e sendo obrigadas a devolver suas casas na tentativa de limpar seus nomes. 

### Rescisão no Direito Administrativo
Outro âmbito em que se destaca o regime das rescisões contratuais é o administrativo, possuindo com regra geral apregoada pelo artigo 77 da Lei Federal nº 8.666/1993 que “a inexecução total ou parcial do contrato enseja sua rescisão, tendo consequências contratuais e as previstas em lei ou regulamento”. A maior diferença do contrato administrativo – e consequentemente de sua rescisão – frente aos demais contratos de Direito Privado é a presença da Administração Pública como Poder Público, ou seja, a Administração ocupa uma posição de supremacia de poder sobre o particular. Dessa forma, a gestão pública apresenta privilégio administrativo que se materializa no seu poder de alterar unilateralmente o contrato ou até mesmo rescindi-lo, mas nunca perdendo de vista os preceitos legais.
No entanto, esse não é o único modo de pôr fim ao contrato administrativo, podendo ocorrer de três maneiras: por ato unilateral da Administração, de modo amigável por meio de acordo entre as partes - se conveniente para a Administração pode ser reduzida a termo a ocorrência - ou por determinação judicial. Esse fenômeno jurídico se tornou recorrente no Direito Público por reger grande parte dos negócios entre entidades estatais e empresas privadas, principalmente em contratos de prestação de serviços utilizados por empreiteiras e construtoras privadas que assumem obras dirigidas pelo Estado e que são conhecidas pelo seu desvio de finalidade e dificuldades de serem levadas até o final.

### Rescisão no Direito Trabalhista
Ademais, em vista de sua caracterização, o termo rescisão também é comumente vinculado aos contratos trabalhistas e a demissão como a formalização do fim do vínculo empregatício, mais propriamente, como o fim da relação entre empregado e empregador. Nesse caso, as mais comuns hipóteses de dissolução por rescisão trabalhista são oriundas do [a]:
- Demissão sem justa causa
- Demissão por justa causa
- Demissão a pedido do próprio empregado
- Rescisão por culpa recíproca
- Acordo de demissão

	Cada hipótese contém especificidades referentes às suas regras e direitos ao trabalhador. Quanto aos prazos para o recebimento das compensações e quitações, estes estão dispostos no parágrafo 6º do art. 477 da CLT.